# المقياس الدولي لصعوبة النهر

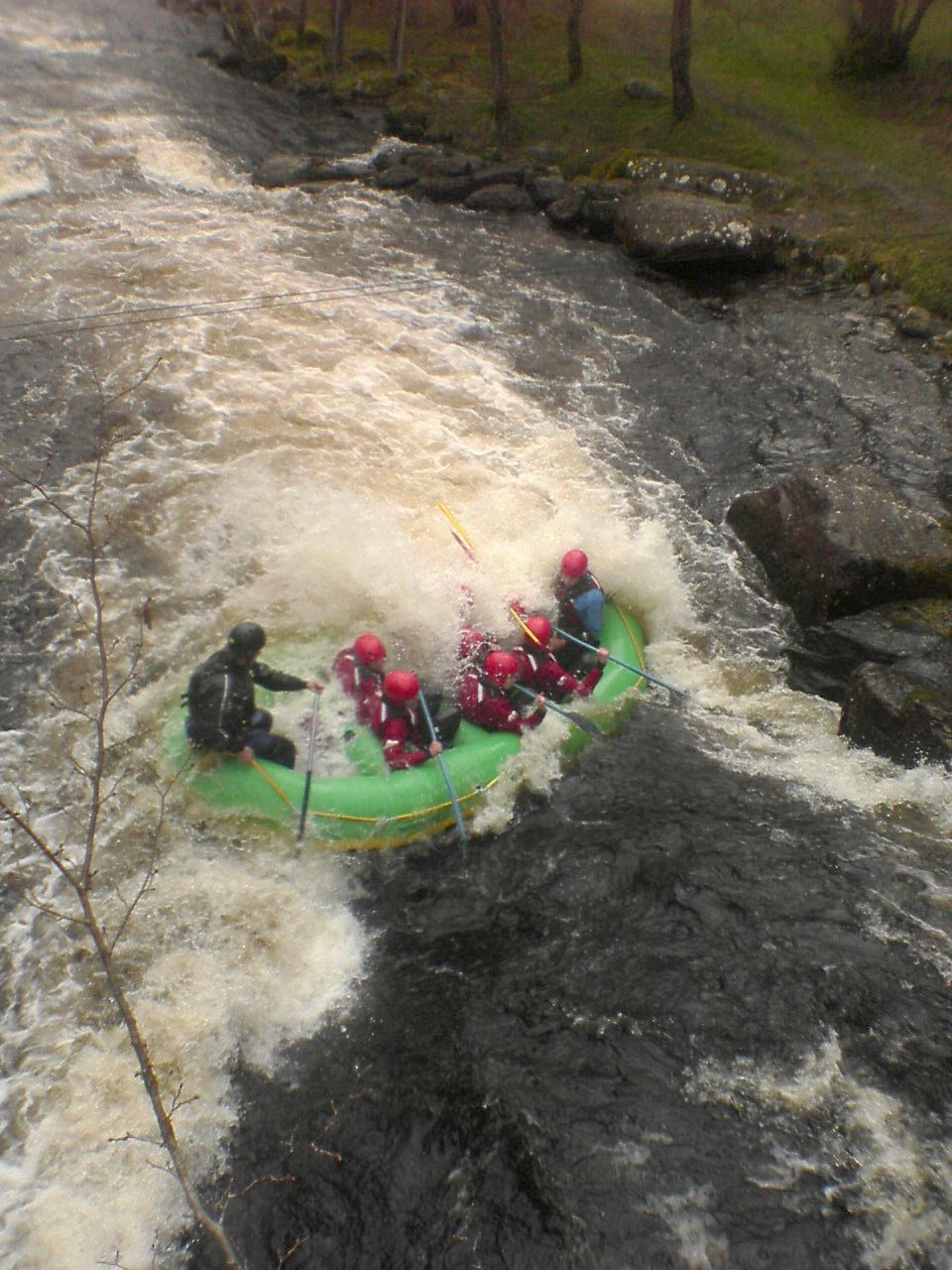
Class III rapid at Canolfan Tryweryn, Wales.

المقياس الدولي لصعوبة النهر هو نظام أمريكي يستخدم لتقييم صعوبة الإبحار على امتداد نهر ، أو واحد (أحيانًا مياه بيضاء) سريع. تم إنشاء المقياس من قبل جمعية وايت ووتر الأمريكية لتقييم الأنهار في جميع أنحاء العالم ، ومن هنا جاء العنوان دوليًا. لا ينبغي الخلط بينه وبين مقياس المياه البيضاء المستخدم دوليًا ، والذي تم نشره وتكييفه من قبل لجنة من الاتحاد الدولي للكانو(ICF). يعكس درجة الصعوبة الفنية ومستوى المهارة المطلوبة المرتبط بقسم النهر. يستخدم المقياس في العديد من الرياضات والأنشطة المائية ، مثل التجديف والتزلج على النهر والتجديف في المياه البيضاء وركوب الأمواج بالوقوف والتجديف بالكاياك في المياه البيضاء.

## تصنيف
هناك ست فئات يُشار إلى كل منها باسم الدرجة أو الفصل متبوعًا برقم. المقياس ليس خطيًا ، كما أنه غير ثابت. على سبيل المثال ، يمكن أن يكون هناك صف ثنائي صعب ، وثلاث درجات سهلة ، وما إلى ذلك. قد تتغير درجة النهر (وعادة ما تتغير) مع مستوى التدفق. غالبًا ما يُعطى نهر أو نهر سريع درجة عددية ، ثم علامة زائد (+) أو ناقص (-) للإشارة إلى ما إذا كان في الطرف الأعلى أو الأدنى من مستوى الصعوبة.
على الرغم من أنه قد يتم منح قسم النهر تصنيفًا إجماليًا ، إلا أنه قد يحتوي على أقسام أعلى من هذا التصنيف ، وغالبًا ما يتم الإشارة إليها على أنها ميزات ، أو على العكس من ذلك ، قد تحتوي على أقسام من المياه ذات التصنيف الأدنى أيضًا. يمكن تقديم تفاصيل النقل إذا كانت هذه تشكل تحديات معينة.